# 久邇邦久
久邇 邦久（くに くにひさ、1902年〈明治35年〉3月10日 - 1935年〈昭和10年〉3月4日）は、日本の華族、陸軍軍人。陸軍歩兵大尉。侯爵。久邇宮邦彦王の第二王子。香淳皇后の兄（次兄）、第125代天皇・明仁（上皇）の伯父、第126代天皇・徳仁（今上天皇）の大伯父にあたる。

## 来歴・人物
学習院初等科を経て学習院中等科在学途中の1918年（大正7年）4月の17歳のとき、東京府立一中2年次に入学。1920年（大正9年）12月1日の府立一中4年次だったとき、当時の皇族の慣例に従って士官候補生として近衛歩兵第4連隊に入隊した。1921年（大正10年）10月1日の20歳のとき、陸軍士官学校に入学。1922年（大正11年）3月10日、貴族院皇族議員に就任。1923年（大正12年）、陸軍士官学校を卒業する（35期）。陸士同期には、松谷誠陸軍大佐・荒尾興功陸軍大佐・石川晋陸軍大佐らがいる。同年10月25日、臣籍降下し皇族議員を退任し侯爵を授爵、久邇の家名を賜り、従四位に叙せられる。1932年（昭和7年）3月9日、満30歳となり貴族院侯爵議員に就任した。1935年（昭和10年）、浴室において脳出血で死去した。

## 血縁

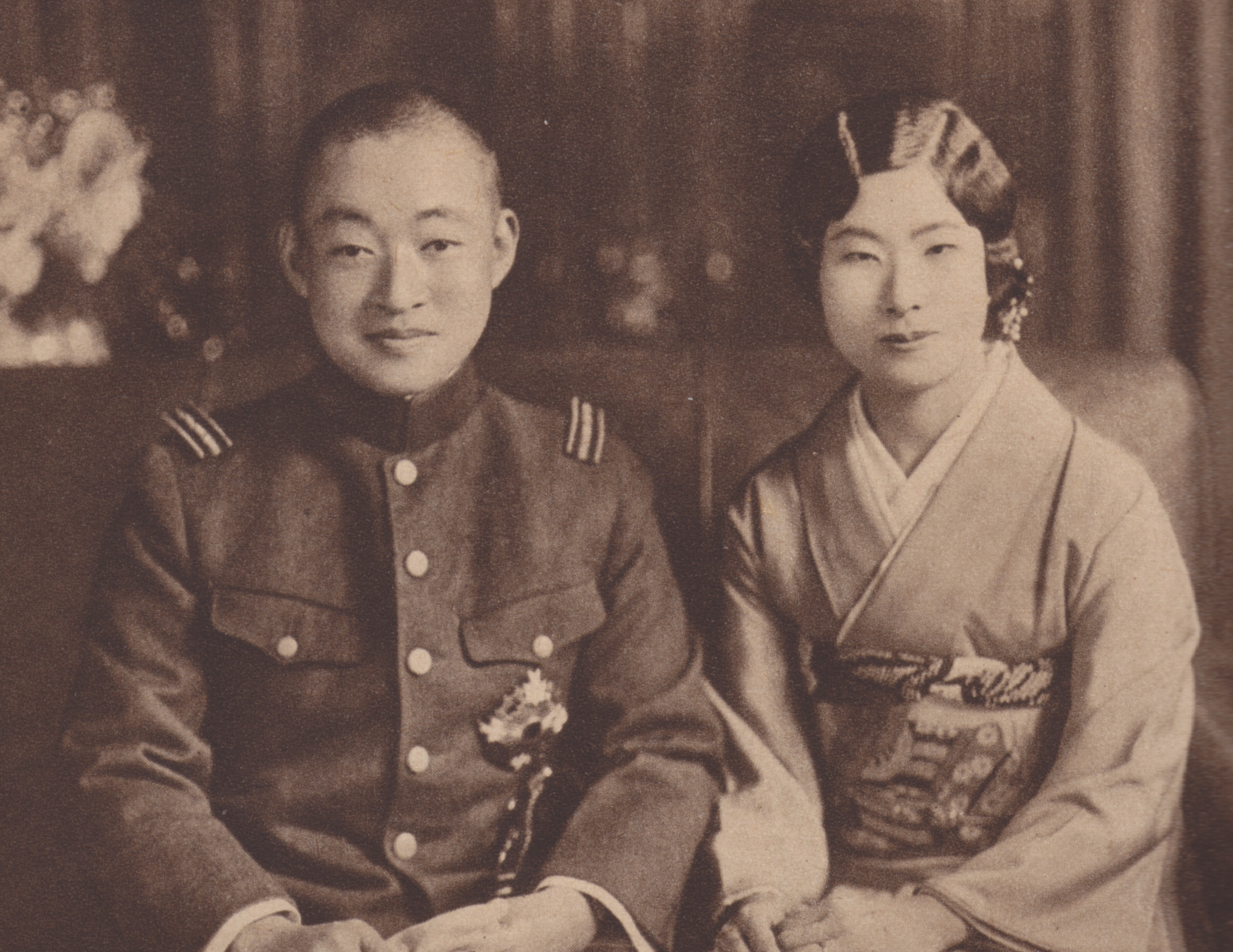
久邇邦久と董子夫人（昭和初期）

初め公爵島津忠済の女量子と結婚、後に離婚し子爵松浦靖の二女董子と再婚した。妻の董子は邦久との間に子がなかったことから邦久逝去の後久邇家を離れる。
久邇家は、伯爵三条西公正と妹・信子女王の二男実英（実栄と改名）が養子となり跡を継いだ。実栄はその後田口茂の長女操と結婚した。
- 父：久邇宮邦彦王
- 母：島津俔子
- 兄弟：朝融王 - 邦久王 - 良子女王（香淳皇后） - 信子女王（三条西信子） - 智子女王（大谷智子） - 邦英王（東伏見慈洽）
- 妻：島津量子 - 松浦董子
- 子：無し（継嗣は邦久の2歳下の妹三条西信子の二男久邇実栄）